# Saint-Julia
Saint-Julia – miejscowość i gmina we Francji, w regionie Oksytania, w departamencie Górna Garonna.
Według danych na rok 1990 gminę zamieszkiwało 305 osób, a gęstość zaludnienia wynosiła 27 osób/km² (wśród 3020 gmin regionu Midi-Pireneje Saint-Julia plasuje się na 762. miejscu pod względem liczby ludności, natomiast pod względem powierzchni na miejscu 994.).

## Pomniki

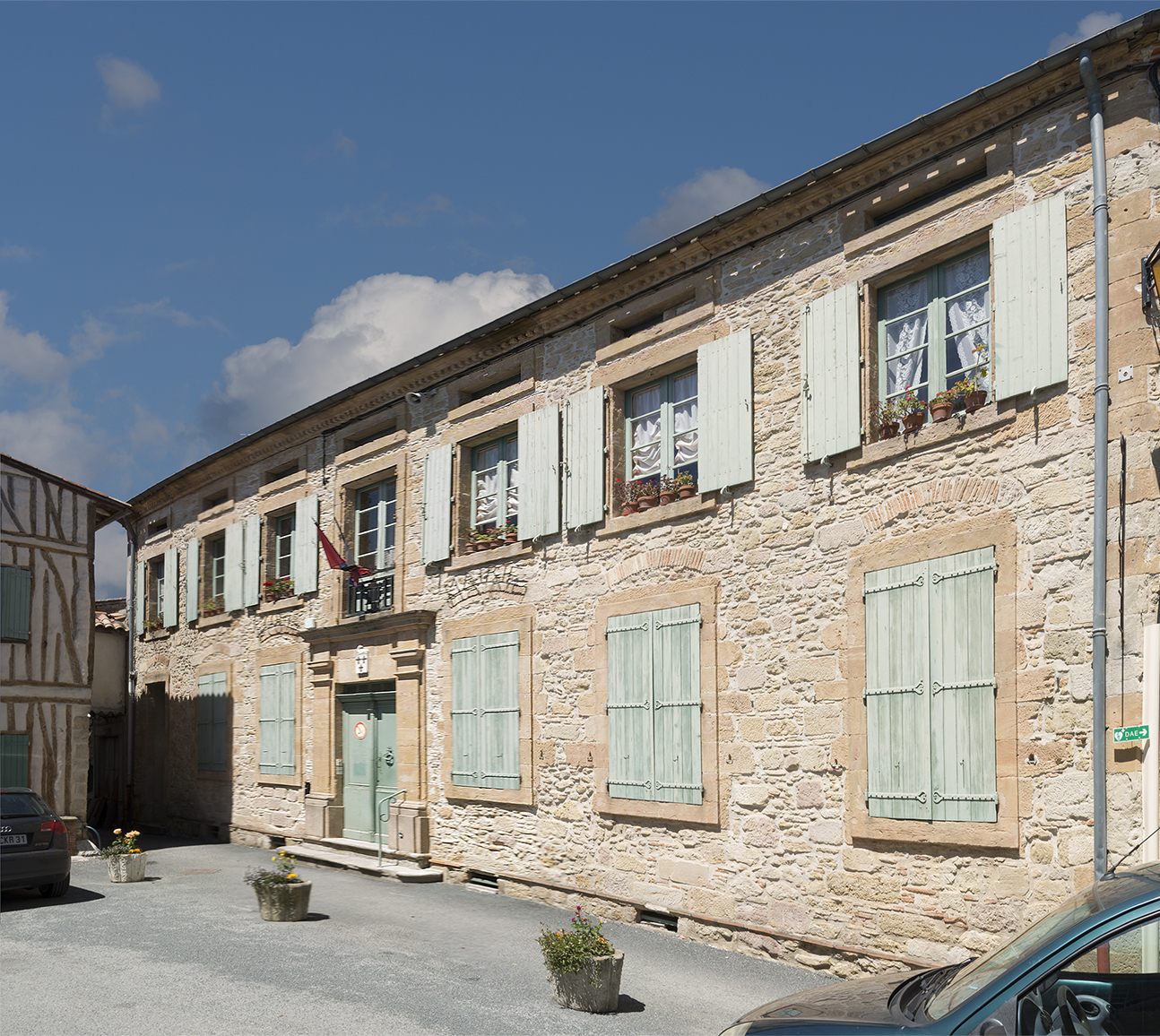
Ratusz.
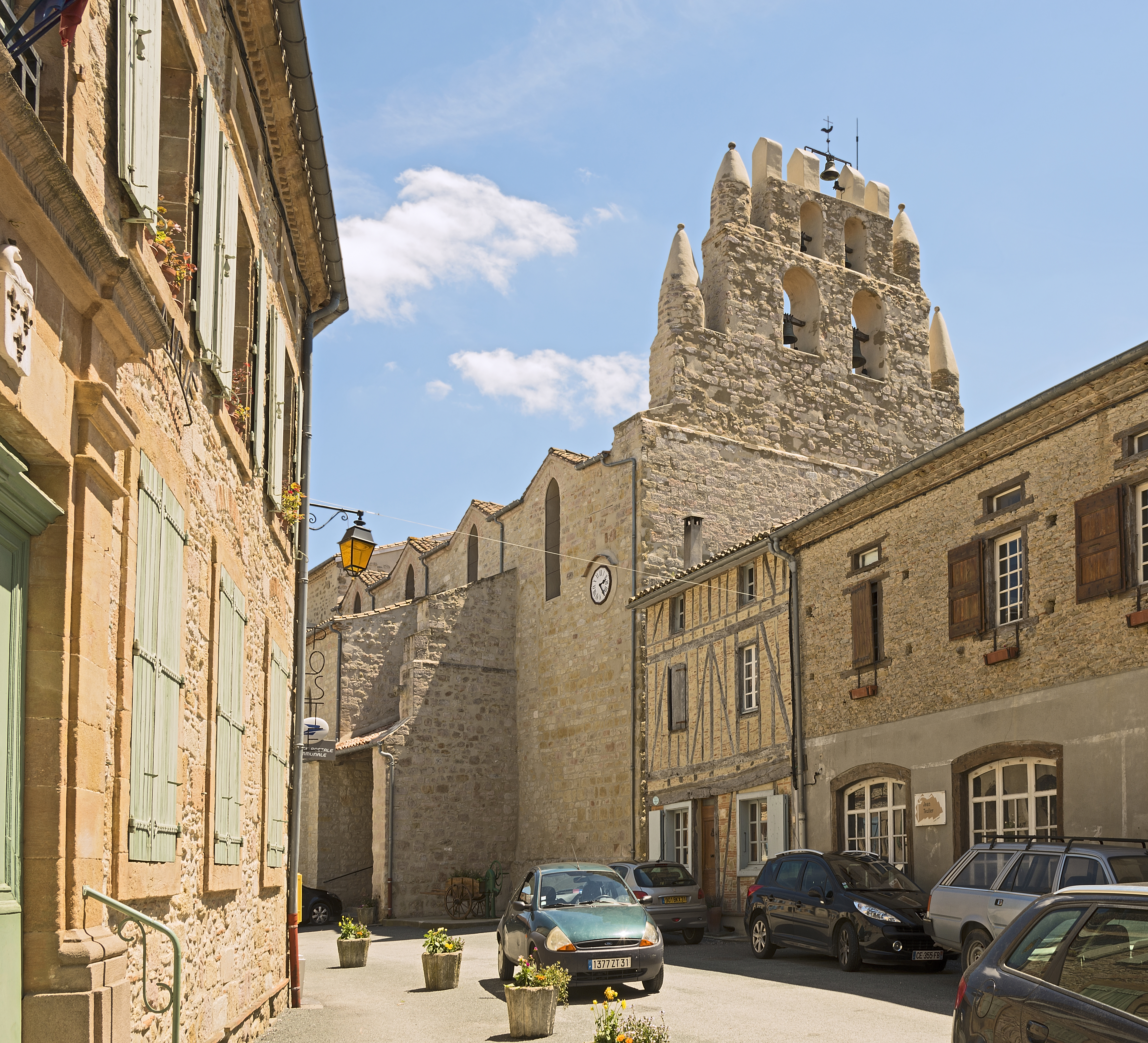
Kościół.
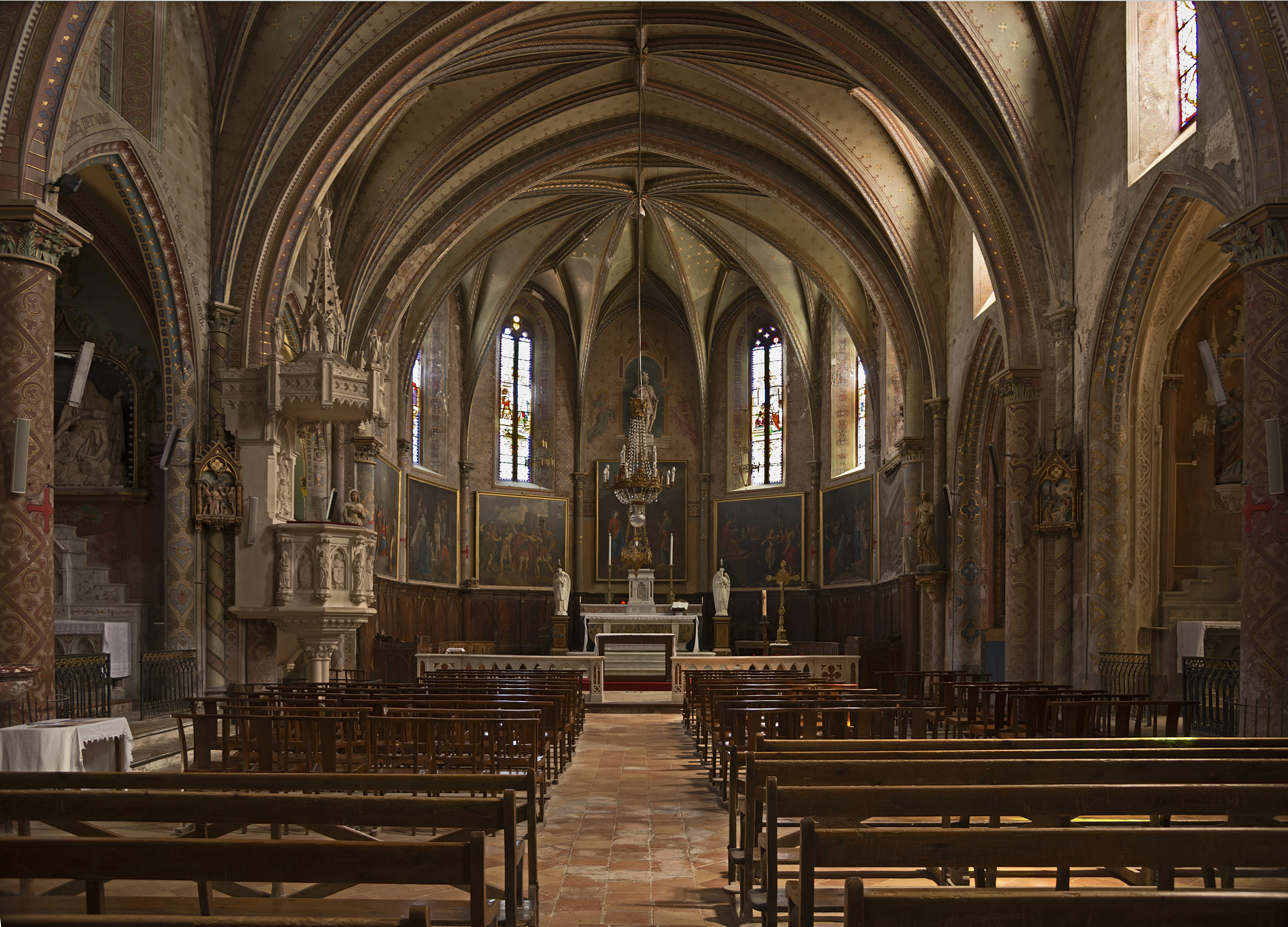
Wnętrze kościoła